# New Born (EP)
New Born – EP angielskiego zespołu rockowego Muse, wydane tylko w Grecji i na Cyprze 5 czerwca 2001 roku przez wytwórnię Columbia Records. Zawiera sześć utworów, z których dwa – "Shrinking Universe" i "Map of Your Head" – znalazły się na kompilacji Hullabaloo z 2002 roku.

## Lista utworów
1. "New Born"
2. "Shrinking Universe"
3. "Piano Thing"
4. "Map of Your Head"
5. "Plug In Baby (live)"
6. "New Born (Oakenfold Perfecto remix)"